# Lanzas Alpensalamander
Lanzas Alpensalamander (Salamandra lanzai) ist ein bis zu 16 Zentimeter langer Schwanzlurch aus der Familie der Echten Salamander (Salamandridae). Die Art lebt ausschließlich in einem kleinen Gebiet der Westalpen in der Grenzregion zwischen Italien und Frankreich. Sie ist dem Alpensalamander (Salamandra atra) sehr ähnlich, weist jedoch einen robusteren Körperbau sowie einen abgerundeten Schwanz auf. Gelegentlich wird Salamandra lanzai noch als Unterart des Alpensalamanders beschrieben, da aus genetischer Sicht die Variabilität für eine „echte“ Art sehr gering zu sein scheint.

## Merkmale
Die Tiere erreichen eine Körpergröße von maximal 16,2 Zentimetern. Sie sind wie die Alpensalamander einheitlich lackschwarz gefärbt, allerdings etwas gedrungener als diese. Unterseits besteht eine bleigraue Färbung und hier verläuft eine Längsrinne bis zum Schwanz. Das Männchen lässt sich vom Weibchen äußerlich durch eine etwas stärker gewölbte Kloake unterscheiden.
Am Kopf sind neben den schwarzen Augen auch die hervortretenden Ohrdrüsen (Parotiden) deutlich zu erkennen. Entlang der Körperflanken besitzen die Tiere eine Reihe von warzigen und länglichen Erhebungen, die Drüsenausgänge enthalten. Der Rumpf wird seitlich durch elf bis dreizehn Rippenfurchen segmentiert. Der Schwanz ist etwas länger als der Rumpf und endet abgerundet.

## Verbreitung und Lebensraum
Das Verbreitungsgebiet der Art ist auf die südwestlichen Cottischen Alpen im westlichen Piemont beschränkt. Die Lebensräume entsprechen denen des Alpensalamanders. Lanzas Alpensalamander kommt in Höhen zwischen etwa 1.200 und 2.600 Metern NN vor, wobei überwiegend Biotope wie feuchte Alpenweiden, Zwergstrauchheiden und Schutthalden besiedelt werden. Anzutreffen ist er hier beispielsweise unter Steinen oder Totholz. Das obere Val Sangone bildet die äußerste Grenze seines Vorkommens.

## Lebensweise
Lanzas Alpensalamander sind überwiegend nachtaktiv und ernähren sich zoophag von Insekten, Spinnen, verschiedenen Larven, Asseln, Schnecken und Regenwürmern.

## Gefährdung und Schutz
Vor allem aufgrund des sehr begrenzten Lebensraumes könnte eine besondere Bedrohung der Tiere vorliegen; spezielle Schutzmaßnahmen sind allerdings nicht bekannt.
Gesetzlicher Schutzstatus (Auswahl)
- Fauna-Flora-Habitat-Richtlinie (FFH-RL): Anhang IV (streng zu schützende Art)
- Bundesnaturschutzgesetz (BNatSchG): streng geschützt

## Belege
1. ↑  Giulia Tessa, Angelica Crottini, Franco Andreone: A new finding of Salamandra lanzai in the Upper Sangone Valley (NW Italy) marks the species’ most disjunct population (Amphibia: Urodela: Salamandridae), in: Acta Herpetologica 2,1 (2007) 53–58.